# Los de Ávalos
Los de Ávalos är en ort i Mexiko.   Den ligger i kommunen Lagos de Moreno och delstaten Jalisco, i den centrala delen av landet, 400 km nordväst om huvudstaden Mexico City. Los de Ávalos ligger 1 970 meter över havet och antalet invånare är 103.
Terrängen runt Los de Ávalos är platt åt sydväst, men åt nordost är den kuperad. Runt Los de Ávalos är det ganska tätbefolkat, med 56 invånare per kvadratkilometer. Närmaste större samhälle är Lagos de Moreno, 19,6 km öster om Los de Ávalos. I omgivningarna runt Los de Ávalos växer huvudsakligen savannskog.